# جوزيف توماس كلوفر
جوزيف توماس كلوفر هو طبيب إنكليزي من روّاد علم التخدير. أوجد مجموعة من نماذج أجهزة لإيصال المواد المخدرة إلى الجسم بما في ذلك الإيثر، والكلوروفورم بطريقة آمنة ومضبوطة. وفي عام 1817 نجح بإجراء 13000 عملية تخدير دون وفاة.
ساعد كلوفر بالعديد من العمليات الجراحية لأشخاص معروفين، ومن بينهم نابليون الثالث، والأميرة الكسندرا من الدنمارك، وزوجها الملك إدوراد السابع، والسيد روبرت بيل، وفلورانس نايتنجيل، ومن ضمن اختراعاته في عام 1862 جهاز كلوفر للكلوروفورم، الذي غالبًا ما يكون بجانبه في صوره، وفي عام 1877 جهاز كلوفر المحمول للاستنشاق المنظم، استُخدم الأخير بشكل كبير حتى نهاية القرن العشرين.
يُعد كل من كلوفر وزميله جون سنو من الداعمين البارزين للكلية الملكية للتخدير.

## النشأة
ولد كلوفر في بلدة إيلشام في نورفلك، والده جون رايت كلوفر تاجر وصاحب متجر ملابس، ووالدته إليزابيث ماري ان كلوفر، وهي الزوجة الثانية لجون رايت. تلقّى كلوفر تعليمه في مدرسة غري فريرز بريوري، وعندما بلغ السادسة عشرة من عمره عمل كلوفر كمضمد جراحي برفقة الجراح المحلي تشارلز جيبسون.
في عام 1844 التحق كلوفر بالمشفى الجامعي لدراسة الطب، إذ كان جوزيف ليستر(أحد رواد علم التعقيم) زميله في الجامعة.

## الحياة المهنية
عمل كلوفر كطبيب مقيم في قسم الجراحة تحت إشراف الجراح جيمس سيم بعد تخرجه في عام 1846، ثم تابع إقامته في مشفى الجامعة في عام 1884، قُبل كلوفر زميلًا في الكلية الملكية للجراحين في عام 1850.
اهتمّ كلوفر منذ البداية بجراحة المسالك البولية، وطوّر هذا الاهتمام أثناء عمله كجراح إذ ابتكر أداتين لتفتيت وإزالة حصيات المثانة، بقي كلوفر على رأس عمله حتّى تدهور حالته الصحية في عام 1853، ما أجبره على التوقف عن العمل كجراح وانتقاله إلى العمل كطبيب عام في سكن كافنديش للطلبة في لندن، حيث سكن هناك حتى وفاته في عام 1882.
وبعد عدة سنوات من عمله كطبيب عام كرّس كلوفر اهتمامه لعلم التخدير، وأصبح خبيرًا بالتخدير باستخدام الكلوروفورم في المشفى الجامعي، ومشفى ووستمنستر في لندن، ومشفى لندن لطب الأسنان، ساعده التخصص الذي اختاره أن يشغل منصب جون سنو بعد وفاته في عام 1858.
حضر كلوفر أول عملية جراحية لروبرت ليستون التي استعمل فيها الإيثر كمخدر في المشفى الجامعي في ديسمبر 1846، لكنّ ذلك غير مؤكّد.
كتب كلوفر في عام 1871 أنه أعطى الكلوروفورم أكثر من 7000 مرة، بالإضافة إلى أدوية تخدير أخرى لحوالي 4000 حالة أخرى دون حدوث وفاة، وعلى الرغم من ذلك فقد كلوفر مريضًا تحت تأثير الكلوروفورم في عام 1874، وصف كلوفر هذه الحالة في المجلة الطبية البريطانية.

## حالات هامة
استُدعي كلوفر لحضور العمليات الجراحية للأشخاص المشهورين للاستفادة من خبرته بالتخدير، إذ أعطى الكلوروفورم لنابليون الثالث ملك فرنسا في 2  يناير عام 1873 في تشيزلهورست في مقاطعة كينت، ومرة أخرى في 6 يناير لإجراء عملية تفتيت حصاة مثانية، توفي الإمبراطور في 9 يناير، وقع كلوفر على تقرير التشريح مع خمسة أطباء آخرين.
أعطى كلوفر الكلوروفورم لألكسندرا من الدنمارك التي كانت أميرة ويلز آنذاك، لإزالة الجبيرة عن ركبتها، وبعد ذلك خدّر كلوفر زوجها إدوارد السابع أمير ويلز في عام 1877 لإجراء عملية تفجير خراج، تطور لديه بسبب إصابة أثناء الصيد.
تولّى كلوفر أيضًا  التخدير العام للسيد روبرت بيل، وفلورانس نايتنجيل، والسيد اراسموس ويلسون.

## الموت
لطالما كانت الحالة الصحية لكلوفر متدهورة وواهنة، أُصيب بتبولن الدم، وتوفي عن عمر يناهز 57 عام. دُفن كلوفر في مقبرة برومتون في لندن على بعد 200 ياردة فقط من قبر زميله جون سنو.